# Paul Poirier
Paul Poirier (Ottawa, 6 november 1991) is een Canadees kunstschaatser die actief is in de discipline ijsdansen. Hij nam met twee partners deel aan twee edities van de Olympische Winterspelen: Vancouver 2010 (met Vanessa Crone) en Pyeongchang 2018 (met Piper Gilles). Poirier werd bij de olympische ijsdanswedstrijden met Crone veertiende, en met Gilles achtste.

## Biografie

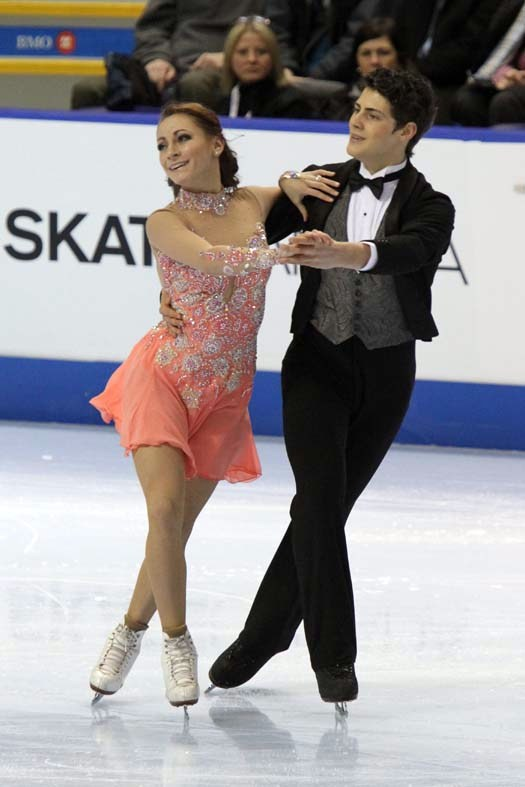
Vanessa Crone en Poirier in 2011

Poirier startte half jaren 90 als soloschaatser. Hij combineerde dat later met het ijsdansen door in mei 2001 een samenwerking aan te gaan met Vanessa Crone. Het paar nam twee keer deel aan de WK voor junioren. Op de WK junioren van 2007 werden Crone en Poirier negende en in 2008 wonnen ze de zilveren medaille. De overstap naar de senioren was ook succesvol met drie deelnames aan de WK. Daarnaast nam het stel twee keer deel aan de 4CK: de twee werden vierde in 2009 en wonnen de bronzen medaille in 2011. In 2010 werden ze afgevaardigd naar de Olympische Winterspelen in eigen land; in Vancouver eindigden ze op de veertiende plek bij het ijsdansen. Crone en Poirier werden in januari 2011 nationaal kampioen en maakten in juni 2011 bekend hun samenwerking te beëindigen.
Crone vond geen nieuwe partner, maar Poirier zette zijn carrière al spoedig voort met de Amerikaanse Piper Gilles. Hij had haar benaderd voor een try-out en in juli 2011 werd bevestigd dat de kunstschaatsers een nieuw partnerschap waren aangegaan. Het was kennelijk een goede match, want Poirier behaalde goede resultaten met Gilles. Het duo won zes medailles bij de nationale kampioenschappen van Canada, nam vijf keer deel aan de 4CK en won zilver in 2014. Ze waren zes keer aanwezig bij de WK. Gilles verkreeg in 2013 een Canadees paspoort en nam vijf jaar later met Poirier voor Canada deel aan de Olympische Winterspelen in Pyeongchang. Het paar werd er achtste bij het ijsdansen.
Poirier is homoseksueel en hoopt een rolmodel te kunnen zijn voor andere sporters die zijn queer zijn.

## Persoonlijke records
Gilles/Poirier
| records             | punten | datum      | toernooi            |
| ------------------- | ------ | ---------- | ------------------- |
| Hoogste totaalscore | 194.12 | 28-09-2018 | CS Nebelhorn Trophy |
| Hoogste korte kür   | 077.40 | 27-09-2018 | CS Nebelhorn Trophy |
| Hoogste vrije kür   | 116.72 | 28-09-2018 | CS Nebelhorn Trophy |

## Belangrijke resultaten
2001-2011 met Vanessa Crone, 2011-2020 met Piper Gilles
| Kampioenschap                                                                                        | 03/04   | 04/05 | 05/06          | 06/07      | 07/08  | 08/09         | 09/10         | 10/11         |               | 11/12         | 12/13         | 13/14         | 14/15         | 15/16         | 16/17         | 17/18         | 18/19         | 19/20         | 20/21         |
| --- | ------- | ----- | -------------- | ---------- | ------ | ------------- | ------------- | ------------- | ------------- | ------------- | ------------- | ------------- | ------------- | ------------- | ------------- | ------------- | ------------- | ------------- | ------------- |
| Olympische Spelen                                                                                    |         |       |                |            |        |               | 14e           |               |               |               |               |               |               |               | 8e            |               |               |               |               |
| Wereldkampioenschap                                                                                  |         |       |                |            |        | 12e           | 7e            | 10e           |               | 18e           | 8e            | 6e            | 8e            | 8e            | 6e            | 7e            | *             | Brons         |               |
| Viercontinentenkampioenschap                                                                         |         |       |                |            |        | 4e            |               | Brons         |               | 5e            | Zilver        | 4e            | 5e            | 6e            |               | Brons         | Zilver        | *             |               |
| Grand Prix-finale                                                                                    |         |       |                |            |        |               | 6e            | Brons         |               |               |               | 5e            |               |               |               |               | 5e            |               |               |
| Nationaal kampioenschap                                                                              |         |       |                |            | 4e     | · 11e (**)    | Zilver        | Goud          | Brons         | Zilver        | 4e            | Zilver        | Zilver        | Brons         | Zilver        | Zilver        | Goud          |               |               |
| WK junioren                                                                                          |         |       |                | 9e         | Zilver | geen deelname | geen deelname | geen deelname | geen deelname | geen deelname | geen deelname | geen deelname | geen deelname | geen deelname | geen deelname | geen deelname | geen deelname | geen deelname | geen deelname |
| Junior Grand Prix-finale                                                                             |         |       |                |            | 4e     | geen deelname | geen deelname | geen deelname | geen deelname | geen deelname | geen deelname | geen deelname | geen deelname | geen deelname | geen deelname | geen deelname | geen deelname | geen deelname | geen deelname |
| NK junioren                                                                                          | 12e (*) | (*)   | 6e 5e (*) (**) | · (*) (**) | (**)   | geen deelname | geen deelname | geen deelname | geen deelname | geen deelname | geen deelname | geen deelname | geen deelname | geen deelname | geen deelname | geen deelname | geen deelname | geen deelname | geen deelname |
| (*) = bij de novice / (**) = solo, bij de mannen / * afgelast naar aanleiding van de coronapandemie. |         |       |                |            |        |               |               |               |               |               |               |               |               |               |               |               |               |               |               |